# Feliz FM
Feliz FM é uma rede de rádio brasileira sediada em São Paulo, capital do estado homônimo. Iniciou suas atividades em 2007, como Vida FM, mudando para o nome atual em 2014. É controlada pela Comunidade Cristã Paz e Vida, liderada pelo pastor Juanribe Pagliarin.

## História

### Vida FM (2007–2014)
A rede de rádios Vida teve início em 2007, com o início das operações da Vida FM de São Paulo, de propriedade de Carlos Apolinário. Em 2009, Juanribe Pagliarin, presidente da Comunidade Cristã Paz e Vida assumiu a programação da rádio, que passou do 16º lugar na audiência na capital paulista para a 6ª colocação. A partir de 2012 outras rádios de várias capitais do Brasil foram arrendadas, formando a Vida FM Sat. O principal slogan da rádio era “A vida é tudo de bom". A programação era feita com músicas intercaladas com pregações de pastores.
Em 2013, foi confirmado que o Pastor Juanribe Pagliarin adquiriu a 89,1 FM de Lisboa, e no dia 15 de agosto, entrou no ar a "Super Vida FM". Pagliarin já mantinha um programa gospel na rádio há cinco anos. A partir desse momento a programação passou a ser 24 horas de música e pregação destinada também aos evangélicos portugueses.
Em 28 de fevereiro de 2014 a programação da rádio de São Paulo deixou de ser transmitida e a frequência ficou muda. Em comunicado oficial, a Rádio Vida informou inicialmente que o fato ocorreu devido a problemas técnicos em seus transmissores localizados no Pico do Urubu, na Serra do Itapety, em Mogi das Cruzes.
É sabido que a frequência 96.5 em São Paulo, tem sua cobertura questionada desde o início dos anos 2000, quando ainda pertencia a Orestes Quércia. A concessão para atuação da rádio é para o município de São José dos Campos, no Vale do Paraíba, devendo a rádio atuar exclusivamente nesta região. Ao deslocar os transmissores para Mogi das Cruzes e instalar o estúdio na cidade de São Paulo, a rádio também era sintonizada em toda a Grande São Paulo e Litoral Norte e estaria, portanto, operando sob força de liminar judicial. Em março de 2014 estavam em situação semelhante outras 15 rádios da mesma região, segundo o Ministério Público Federal.

### Feliz FM (2014–presente)
Por conta da impossibilidade de continuar transmitindo suas pregações em 96.5 FM, Juanribe Pagliarin conseguiu afiliar-se à frequência 92.5 FM, onde operava a Iguatemi Prime FM, e reestreou como Feliz FM em 19 de março de 2014, renomeando toda sua rede de rádios. O nome RÁDIO FELIZ FM e REDE FELIZ DE COMUNICAÇÃO eram de domínio da Comunidade Cristã Paz e Vida desde 2010 e passou-se, então, ao uso desses nomes o que agradou ao público e combinou com a nova roupagem da emissora. 
Posteriormente, a Feliz FM ganhou novas afiliadas em capitais importantes como Belo Horizonte e Rio de Janeiro. Entre 2017 e 2018, a Feliz FM perde emissoras no Nordeste (incluindo emissora em Aracaju que ficou no ar por poucos meses) e no Centro-Oeste.
A emissora deixou de exibir sua programação na frequência 92.9 em São Paulo às 00h03 do dia 23 de setembro de 2019. Isso porque o Grupo Estado, então dono da rádio, vendeu a concessão em 24 de junho para o empresário e apresentador Ratinho e a frequência passou a ser ocupada pela Massa FM.

### Transferência
A transferência foi finalizada com êxito em 12/12/2023.
Na sequência, em 1 de janeiro de 2023, a emissora reestreou no dial paulista em 92,1 FM, substituindo a Play FM.

### Reconhecimento
Em São Paulo, com apenas um ano e cinco meses no ar, a FELIZ FM 92.1 foi eleita ”A Melhor Rádio Gospel do Brasil"

### Expansão
A Feliz Fm conta também com afiliadas no Rio de Janeiro (AM 540 kHz e FM 94,9 MHz) e Teresina (95,7FM). Em 1º de novembro de 2024, a emissora volta ao ar no Distrito Federal, retomando a expansão de sua rede em território nacional. Na capital distrital, a emissora volta a operar, agora pelo dial 107,9FM.